# Darkness and Hope
Darkness and Hope is het vijfde album van de Portugese gothic metal-band Moonspell. Het album is uitgebracht in 2001. In Europa kwam dit album uit met het bonusnummer Os Senhores Da Guerra (The War Lords) (6:30). In Noord-Amerika met het bonusnummer Mr. Crowley (4:28) en in Zuid-Amerika met het bonusnummer Love Will Tear Us Apart (3:41).

## Tracklist
| Nr. | Titel                         | Duur |
| --- | ----------------------------- | ---- |
| 1.  | Darkness and Hope             | 4:47 |
| 2.  | Firewalking                   | 3:02 |
| 3.  | Nocturna                      | 3:52 |
| 4.  | Heartshaped Abyss             | 4:08 |
| 5.  | Devilred                      | 3:25 |
| 6.  | Ghostsong                     | 4:21 |
| 7.  | Rapaces                       | 5:31 |
| 8.  | Made of Storm                 | 4:09 |
| 9.  | How to became Fire            | 5:47 |
| 10. | Than the Serpents in my Hands | 5:53 |